# 잔루카 라파둘라
잔루카 라파둘라(이탈리아어: Gianluca Lapadula, 1990년 2월 7일 ~ )는 이탈리아 출생 페루의 축구 선수로 현재 세리에 B의 스페치아 칼초에서 공격수로 뛰고 있다.
토리노 출신의 라파둘라는 유벤투스 유소년 팀에 입단하였으나 성적이 좋지 않은 탓에 2004년 방출된다. 이후 라파둘라는 리볼리와 트레비소를 거쳐 2007년 세리에 C2(레가 프로 세콘다 디비시오네의 전신)의 팀인 프로 베르첼리와 계약을 하게 된다. 2008년 라파둘라는 레가 프로 세콘다 디비시오네의 팀인 이브레아로 팀을 옮기게 된다. 이후 그는 파르마와 계약하면서 리저브 팀에서 활약하게 된다.
이후아틀레티코 로마, 라벤나, 산마리노에서의 임대 생활을 한 뒤, 2012년 6월 15일 라파둘라는 세리에 B의 구단인 체세나와 공동 소유로 5년 계약을 맺는다. 이후 주전에서 밀린 라파둘라는 프로시노네로 임대 생활을 떠나게 된다. 이후 공동 소유 조항에 따라 그는 파르마로 돌아가게 된다.
이후 라파둘라는 고리차와 테라모로 임대 생활을 하게 되었으며, 2014-15 시즌 테라모에서 38 출장 21골을 기록하면서 팀을 세리에 B로 승격시키는데 일조한다.
2015년 7월 파르마에서 자유 계약 대상자로 풀려난 라파둘라는 세리에 B의 클럽인 페스카라와 4년 계약을 맺게 된다. 이후 리그에서 40경기 출장 27골을 넣으면서 팀의 세리에 A로의 승격은 물론 세리에 B에서의 득점왕을 차지하게 된다.
2015-16 시즌 페스카라에서의 활약을 인정받아 2016년 6월 24일 9백만 유로의 이적료로 밀란에 합류하게 된다. 이후 좋은 실력을 바탕으로 이탈리아 축구 국가대표팀 명단에도 소집되는 등의 모습을 보여주었으며, 하부 리그 출신에서 AC 밀란의 주전 공격수로까지 올라온 점 때문에 이탈리아의 제이미 바디라고도 불린다.